# Hollowed Be Thy Name
Hollowed Be Thy Name è il terzo album in studio del gruppo musicale power metal tedesco Mob Rules, pubblicato nel 2002.

## Il disco
Il disco è il successore di Temple of Two Suns, e vede l'aggiunta in pianta stabile del tastierista Sascha Onnen, che aveva fatto la sua comparsa nell'album precedente come ospite.
L'album è stato registrato tra maggio e giugno 2002 a cavallo tra 5 studi di registrazione: Soundgarten Studio (Oldenburg), Gate Studio (Wofsburg), Crazy Cat Studio (Hamburg), Bazement Studio (Hunstetten), VPS Studio (Hamm); mentre mix e mastering sono avvenuti nei Bazement Studio di Hunstetten.
Da segnalare sul disco è la presenza di Roland Grapow (ex-Helloween, Masterplan), in qualità di chitarra solista su 2 brani.

## Tracce
1. Hollowed Be Thy Name – 5:49
2. The Speed of Life – 5:19
3. (In the Land Of) Wind and Rain – 6:05
4. House on Fire – 5:24
5. Ghost Town – 3:55
6. How the Gypsy Was Born – 5:55
7. All Above the Atmosphere – 4:01
8. Lord of Madness – 5:18
9. A.D.C.O.E. – 0:26
10. Way of the World – 8:29

## Formazione
Membri del gruppo
- Klaus Dirks - voce
- Matthias Mineur - chitarra
- Oliver Fuhlhage - chitarra
- Torsten Plorin - basso
- Sascha Onnen - tastiera
- Arved Mannott - batteria

Special Guest
- Roland Grapow - chitarra solista nelle tracce 7 e 10